# Presidente da câmara municipal
O presidente da câmara municipal é o chefe do executivo municipal de cada um dos concelhos de Portugal.
Por lei, torna-se presidente da câmara, o cabeça da lista mais votada para a câmara municipal, nas eleições autárquicas, mesmo que nelas não tenha recebido maioria absoluta para governar.
Além de presidir à câmara municipal, o presidente da câmara é responsável pela atribuição de pelouros aos vereadores com funções executivas e é responsável pela direção das políticas camarárias e da administração municipal.
Em Cabo Verde, em São Tomé e Príncipe e na Guiné-Bissau, os presidentes das câmaras, são também os chefes dos executivos municipais, com competências semelhantes às atribuídas em Portugal. O sistema de administração local a ser implementado em Timor-Leste também prevê o presidente da câmara como chefe do executivo de cada município.

## História
Desde a Idade Média até ao início do século XIX, a maioria das câmaras das cidades, vilas e concelhos de Portugal era presidida por um juiz que, além das funções judiciais, tinha também funções administrativas. Nas cidades e vilas mais importantes, a presidência da câmara era exercida por um juiz de fora, nomeado pelo Rei, que também desempenhava a função de magistrado administrativo, representando a Coroa. Nos concelhos menores, a presidência da câmara estava atribuída a um juiz ordinário, eleito localmente.
A Monarquia Constitucional consagrou a separação de poderes, levando à distinção entre a função administrativa e a judicial. A nível local, a função judicial passou a ser exercida por tribunais e juízos, totalmente separados das câmaras municipais. Administrativamente, as reformas de Mouzinho da Silveira introduziram, em 1832, em cada município, a figura do provedor de concelho, substituindo o juiz de fora como magistrado administrativo. Só que, ao contrário do antigo juiz de fora, o provedor de concelho já não acumulava as suas funções de representante da Coroa com a presidência da câmara municipal. O presidente da câmara municipal - órgão representativo municipal - passou a ser eleito de entre um dos seus vereadores. A separação entre a magistratura administrativa e a câmara municipal continuou com a substituição da figura do provedor pela do administrador de concelho. O presidente da câmara passou a ser o chefe do executivo municipal.
De acordo com a Lei nº 88, de 7 de agosto de 1913, as câmaras municipais passaram a ser subdivididas em dois órgãos: um executivo (a comissão executiva da câmara municipal) e o outro deliberativo (o senado municipal). O administrador de concelho manteve-se como o magistrado administrativo concelhio. A função de chefe do executivo municipal passou assim, a ser desempenhada pelo presidente da comissão executiva da câmara municipal.
O Código Administrativo de 1936 consagrou, novamente, a fusão da função de magistrado administrativo com a de presidente do órgão representativo municipal, ao extinguir a figura do administrador de concelho e transferir as suas competências para o presidente da câmara municipal. Assim, entre 1936 e 1976, os presidentes das câmaras municipais - um pouco como os antigos juízes de fora - dispunham do duplo estatuto de representante do governo central e de chefe do executivo municipal.
A Constituição da República Portuguesa de 1976 voltou a retirar, aos presidentes das câmaras, o estatuto de magistrado administrativo - função que, aliás, desapareceu ao nível concelhio -, os quais voltaram a ser apenas chefes do executivo municipal.

## Presidente da câmara municipal no Brasil
Seguindo o modelo português, no Brasil, o termo "presidente da câmara municipal" já designou o chefe maior dos poderes executivo e legislativo de um município. Tal cargo se desmembrou entre os atuais cargos de prefeito (líder do executivo municipal) e presidente da câmara municipal (líder do legislativo municipal).
| Conceito              | Portugal                 | Brasil                         |
| --------------------- | ------------------------ | ------------------------------ |
| Divisão territorial   | Município                | Município                      |
| Executivo             | Câmara Municipal         | Prefeitura                     |
| Membro do executivo   | Vereador                 | Secretário municipal (nomeado) |
| Líder do executivo    | Presidente da Câmara     | Prefeito                       |
| Legislativo           | Assembleia Municipal     | Câmara Municipal               |
| Membro do legislativo | Deputado municipal       | Vereador                       |
| Líder do legislativo  | Presidente da Assembleia | Presidente da Câmara           |

## Equivalência com outros países
- Na Alemanha: Bürgermeister
- Em Andorra, Ilhas Baleares e Catalunha: batlle
- Em Angola: administrador municipal
- Na Argentina: intendente
- Na Bélgica: bourgmestre
- No Brasil: prefeito
- Em Cabo Verde: presidente da câmara municipal
- Nos EUA: mayor
- Em Espanha: alcalde
- Na Finlândia: kaupunginjohtaja
- Em França: maire
- Na Guiné-Bissau: presidente da câmara municipal
- Em Itália: sindaco
- No México: presidente municipal
- Em Moçambique: presidente do conselho municipal
- Nos Países Baixos: burgemeester
- Em São Tomé e Príncipe: presidente da câmara distrital
- Na Suécia: borgmästare